# 에른스트 크리크

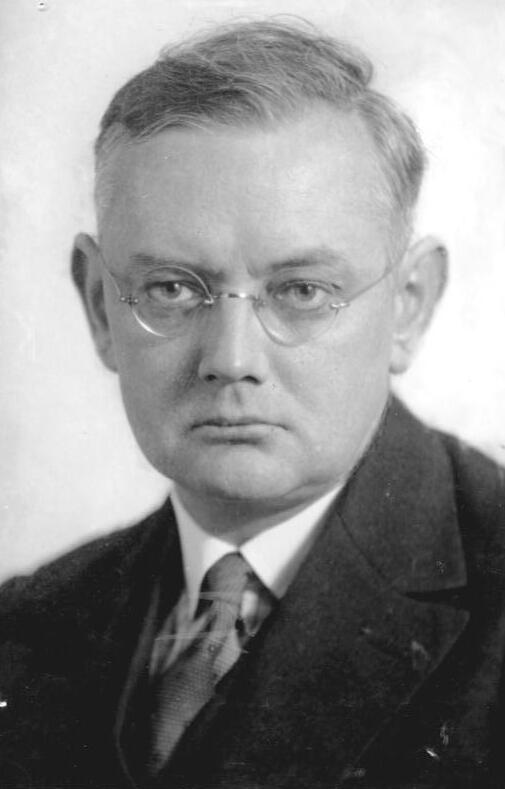
1930년의 에른스트 크리크

에른스트 크리크(독일어: Ernst Krieck, 1882년 7월 6일 ~ 1947년 3월 19일)는 독일의 현상학적 교육사상가·실무가이다.

## 생애
독일 페겔스하임 태생이다. 실과 학교를 졸업한 후, 사범학교에 진학하였다. 사범학교 졸업 후에는 초등학교의 교사가 되어 약 20년간 초등학교 교사로 근무하면서, 당시 교육을 기계적이고 관료적이라면서 비판하였다. 이 시기에 그는 자신만의 독자적인 교육관을 형성해 간다.
1910년 그는 최초의 저술인 《인격과 교육》을 출간하였다. 1917년에는 《독일의 국가 이상》, 1920년에는 《과학의 혁명》(Revolution der Wissenschaft), 그리고 1922년에 이르러서는 크리크가 스스로의 주요 저서라고 하는 《교육의 철학》(Philosophie der Erziehung)을 출간하였다. 이 책으로 그는 하이델베르크 대학에서 명예 박사 학위를 취득했다.
그 후로 4년동안 저술에만 전념하다가, 1928년 프랑크푸르트 암 마인의 교육 양성 대학(Padagogische Akademie)에 초빙된다. 그러나, 1931년에 하지 축제에서 '제삼 제국 만세'를 외친 일로 징계를 받아, 도르트문트의 교원 양성 대학에 전임되었다. 그후로 그는 룰 지방에서도 정치적인 발언을 자주 하였다.
1932년 크리크는 독일 국가 사회주의 교원 동맹의 일원이 됨과 동시에 나치스 당원이 된다. 그의 사상이 나치스의 이상과 합치된다 하여 당시 교육계에서 높은 지위에 있게 되었다. 그는 프랑크푸르트 대학의 학장이 되었고, 철학과의 교육학 교수직도 담당했다. 그는 제2차 세계대전이 끝날 때까지 그 자리에 있었다.

## 사상
그는 교육을 다만 학교 교육에 한하지 않고 인간사회에 언제, 어디서나 이루어져야 할 사회의 근본기능으로 보았고, 사회는 모든 개인활동을 떠받치며 개인에 앞서 존재하는 전체자라야 한다고 했다. 또 교육은 사회의 성원이 스스로가 속해 있는 사회에 순응하는 것에 불과하다고 본다. 그 예를 다음과 같이 들었다.
1. 인간 상호간의 무의식적 영향
2. 의식은 하고 있으나 뚜렷한 교육적 의도를 갖지 않는 경우
3. 교육적 의도 하에서 행하여지는 경우

또 교육의 주체·객체라는 면에서 다음과 같이 구분했다.
1. 사회가 개인을 교육하고, 사회가 타사회를 교육하며, 사회가 사회 자신을 교육한다.
2. 개인이 다른 개인을 교육하고, 개인이 사회를 교육하며, 개인이 자기자신을 교육하는 것

이와 같이 교육을 사회적 기능으로 본다면 교육학은 목적론·방법론이어서는 안 되며, 있는 그대로의 교육사실에서 교육의 본질·과정·법칙 등을 구해야 한다는 것이다.

## 저서
- 1910년, 인격과 교육(Personlichkeit und Kultur)
- 1917년, 독일의 국가 이상(Die deutsche Staatsidee)
- 1920년, 과학의 혁명(Revolution der Wissenschaft)
- 1922년, 교육의 철학(Philosophie der Erziehung)
- 1927년, 문화민족의 교육조직
- 1930년, 교육철학

## 같이 보기
- 현상학적 교육사상